# What Goes Around... (album)
Pour les articles homonymes, voir What Goes Around.
Albums de The Hollies
Buddy Holly
(1980) Staying Power
(2006)
Singles
1. Stop in the Name of Love
Sortie : 1983

What Goes Around... est le vingtième album studio du groupe The Hollies, sorti en 1983.
Il marque le bref retour de Graham Nash au sein du groupe qu'il avait quitté en 1967 après le septième album. La reprise de Stop in the Name of Love se classe dans le Top 40 aux États-Unis.
Parmi les musiciens invités, on retrouve le claviériste britannique Brian Chatton qui fut autrefois avec les groupes The Warriors avec Jon Anderson et Flaming Youth avec Phil Collins. 

## Titres
| 1. | Casualty              | Paul Bliss                                 | 2:55 |
| 2. | Take My Love and Run  | Barry Black, Brian Chatton (en)            | 2:50 |
| 3. | Say You'll Be Mine    | Paul Bliss                                 | 3:44 |
| 4. | Something Ain't Right | Alan Tarney, Tom Snow, Trevor Spencer (en) | 3:32 |
| 5. | If the Lights Go Out  | Mike Batt                                  | 3:30 |

| 6.  | Stop in the Name of Love | Brian Holland, Lamont Dozier, Eddie Holland | 3:06 |
| 7.  | I Got What I Want        | Paul Bliss, Stephen Kipner                  | 2:33 |
| 8.  | Just One Look            | Payne, Caroll                               | 3:01 |
| 9.  | Someone Else's Eyes      | Paul Bliss                                  | 3:59 |
| 10. | Having a Good Time       | Paul Bliss, Stephen Kipner                  | 2:59 |

## Musiciens
- The Hollies :
  - Allan Clarke : chant
  - Bobby Elliott : batterie
  - Tony Hicks : guitare, chant
  - Graham Nash : chant

- Musiciens supplémentaires :
  - Mike Batt : claviers
  - Paul Bliss : claviers
  - Brian Chatton : claviers
  - Andy Brown : basse
  - Steve Stroud : basse
  - Alan Tarney : basse, guitare rythmique, claviers
  - Frank Christopher : guitare rythmique
  - Joe Lala : percussions

## Classements
| Classement                 | Meilleure position | Semaines de présence |
| -------------------------- | ------------------ | -------------------- |
| États-Unis (Billboard 200) | 90                 | 9                    |